# Conte di Effingham
Il titolo di Conte di Effingham, contado posto nel Surrey, venne creato nel 1731 in onore di Francis Howard, I conte di Effingham (20 ottobre 1683-12 febbraio 1743).
Questo ramo degli Howard discendeva da William Howard, I barone Howard di Effingham, figlio più anziano di Thomas Howard, II duca di Norfolk, e di Agnes Tylney, sua seconda moglie. William Howard servì nell'Ammiragliato (Regno Unito) come Lord Ciambellano e come Lord del Sigillo Privato. Nel 1554 fu creato "Barone Howard di Effingham" per aver difeso Londra durante la Rivolta di Wyatt; il titolo passò quindi al figlio Charles Howard, I conte di Nottingham, titolo questo riconosciutogli nel 1596. Anche Charles Howard servì nell'Ammiragliato dal 1585 al 1618 e fu a capo della flotta che combatté contro l'Invincibile Armata nel 1588.
Il figlio di Charles, William Howard (1577-1615) fu chiamato a sedere presso la Camera dei Lord, nonostante il padre fosse ancora in vita, in virtù di un'antica usanza che permetteva alle famiglie detentrici di più titoli di donare a uno dei figli uno dei titoli "minori" così da permettergli di entrare alla Camera dei Lord. Tuttavia William Howard morì prima del padre e solitamente non viene considerato quale terzo barone di Effingham e secondo conte.
A Charles succedette il figlio minore Charles Howard, II conte di Nottingham (17 settembre 1579-3 ottobre 1642) che servì come Lord Luogotenente per il Surrey. Charles Howard morì senza figli ed il titolo andò al suo fratellastro Charles Howard, III conte di Nottingham (25 dicembre 1610-26 aprile 1681), quando anch'egli morì senza eredi il contado di Nottingham venne considerato estinto.
Invece il titolo di barone di Effingham andò al cugino Francis Howard, V barone Howard di Effingham che servì come Governatore della Virginia dal 1683 al 1692.
Il settimo barone, Francis Howard, venne creato I conte di Effingham l'8 dicembre 1731 e suo nipote Thomas Howard, III conte di Effingham (13 gennaio 1746-19 novembre 1791), servì sotto William Pitt il Giovane come Master of Mint dal 1784 al 1789 e da quell'anno fino al 1791 fu Governatore della Giamaica. Thomas Howard morì senza figli e così anche suo fratello Richard Howard, IV conte di Effingham (21 febbraio 1748-11 dicembre 1816), il contado venne quindi dichiarato estinto. Il titolo di barone andò ad un suo terzo cugino, Kenneth Alexander Howard, XI barone Howard di Effingham, che era un generale dell'esercito e nel 1837 il titolo venne ripristinato e ne fu investito.
Da quel momento in poi il titolo andò di padre in figlio fino alla morte del suo bis-nipote, Henry Alexander Gordon Howard, IV conte di Effingham (15 agosto 1866-6 maggio 1927), che morì scapolo e senza eredi lasciando così il titolo al suo primo cugino Gordon Frederick Henry Charles Howard, V conte di Effingham (18 maggio 1873-7 luglio 1946); suo figlio morì senza eredi e così il titolo passò a suo nipote David Peter Mowbray Algernon Howard, VII conte di Effingham (n. 1939), attuale detentore del contado.

## Baroni Howard di Effingham (1554)
- William Howard, I barone Howard di Effingham (1510 circa-12 gennaio 1573)
- Charles Howard, I conte di Nottingham (1536-14 dicembre 1624)

## Conti di Nottingham (1596)
- Charles Howard, I conte di Nottingham (1536-14 dicembre 1624) creato conte di Nottingham nel 1596
  - William Howard, III barone Howard di Effingham (1577-1615)
- Charles Howard, II conte di Nottingham (17 settembre 1579-3 ottobre 1642)
- Charles Howard, III conte di Nottingham (25 dicembre 1610-26 aprile 1681)

## Baroni Howard di Effingham (1554)
- Francis Howard, V barone Howard di Effingham (1643 circa-30 marzo 1694 o anno seguente)
- Thomas Howard, VI barone Howard di Effingham (1682-1725)
- Francis Howard, I conte di Effingham (20 ottobre 1683-12 febbraio 1742), fu un militare di carriera

## Conti di Effingham, Prima Creazione (1721)
- Francis Howard, I conte di Effingham (20 ottobre 1683-12 febbraio 1742) creato conte nel 1721
- Thomas Howard, II conte di Effingham (1714-19 novembre 1763) , anch'egli militare di carriera
- Thomas Howard, III conte di Effingham (13 gennaio 1746-19 novembre 1791), morì mentre prestava servizio come Governatore della Giamaica
- Richard Howard, IV conte di Effingham (21 febbraio 1748-11 dicembre 1816)

## Baroni Howard di Effingham, (1554)
- Kenneth Alexander Howard, I conte di Effingham (29 novembre 1767-13 febbraio 1845)

## Conti di Effingham, Seconda Creazione (1837)
- Kenneth Alexander Howard, I conte di Effingham (29 novembre 1767-13 febbraio 1845) creato conte nel 1837
- Henry Howard, II conte di Effingham (23 agosto 1806-5 febbraio 1889)
- Henry Howard, III conte di Effingham (7 febbraio 1837]-4 maggio 1898)
- Henry Alexander Gordon Howard, IV conte di Effingham (15 agosto 1866-6 maggio 1927)
- Gordon Frederick Henry Charles Howard, V conte di Effingham (18 maggio 1873-7 luglio 1946), fu un mercante d'arte
- Mowbray Henry Gordon Howard, VI conte di Effingham (29 novembre 1905-22 febbraio 1996)
- David Peter Morgan Algernon Howard, VII conte di Effingham (1939...)

L'erede è il figlio maggiore dell'attuale conte Edward Mowbray Nicholas Howard, Signore Howard di Effingham (1971...)